# Szilágyi Zsófia Emma
Szilágyi Zsófia Emma (Debrecen, 1995. június 1. –) magyar író.

## Életpályája
Alapdiplomáját 2021-ben, a Debreceni Egyetem szabad bölcsész szakán szerezte, 2021-től a Károli Gáspár Református Egyetem színháztudomány mesterszakos hallgatója. Évekig foglalkozott színházzal, alternatív színházi társulatokban és kőszínházban is megfordult.
2020 óta rendszeresen publikál novellákat, elbeszéléseket, színház- és filmkritikákat. Ugyancsak 2020 óta Budapesten, Erzsébetvárosban él.

## Díjai, ösztöndíjai
- Horváth Péter irodalmi ösztöndíj (jelölés) (2023)
- NKA alkotói ösztöndíj (2022)
- Arany Medál-díj (2022)[1]

## Szépirodalmi publikációk
Szépirodalmi szövegeit többek között az Élet és Irodalom, a Népszava, a Mozgó Világ, a Hévíz, az Irodalmi Szemle, a Kalligram, a Kortárs, a Műút, a Pannon Tükör, a Prae, a Tiszatáj, az Új Forrás című folyóiratokban, a Bárka Online, az irodalmiszemle.sk, a Kortárs Online, a muut.hu weboldalakon publikálja.

## Antológiák
- Az finom lesz! – Minden, ami Csengetett, Mylord?; Helikon Kiadó, Bp., 2024[11]
- Stay Brutal! – 21 metáldal – 21 írás a metálról;  Helikon Kiadó, Bp., 2023
- Körkép 2022;[12] Magvető Könyvkiadó, Bp., 2022

## Önálló kötetei
- Szonja (regény); Helikon Kiadó, Bp., 2022

## Interjúk
- Végtelenül szabad ember vagyok.[13] Könyvterasz, 2022. 11. 29. Az interjút készítette: Papp Sándor Zsigmond.
- A feladó könyvet cserélne sajtra, ráadásul trappistára.[14] Magyar Narancs, 2022. 11. 22. Az interjút készítette: Karafiáth Orsolya.
- A tragédia nem nettó gyötrődés.[15] Marie Claire, 2022. 10. 16. Az interjút készítette: Németh Míra.
- A túlélés vágya.[16] Népszava, Nyitott mondat, 2022. 09. 23. Az interjút készítette: Rácz I. Péter.
- Szonja, avagy Budapest-novellából debütregény.[17] Nyugati tér blog, Élőfej, 2022. 09. 23. Az interjút készítette: Pál András.

## Kritikák
- Mitől regény egy szöveg?[18] Kortárs Online, 2023,02.20.,Petri Flóra
- „Köpjön vért a becses olvasó!”[19] HVG, 2022. 11. 20., Martini Noémi.
- Apahiány, Budapest, Rolling Stones.[20] Libri magazin, 2022.10. 24.,Temesvári Orsolya.

## Szervezeti tagság
- Fiatal Írók Szövetsége[21]